# لييج-باستون-لييج للسيدات
لييج-باستون-لييج للسيدات (بالإنجليزية: Liège–Bastogne–Liège)‏ هو سباق دراجات هوائية،  من صنف سباق يوم واحد ‏،  بدأ في 2017 في بلجيكا،  وهو أحد سباقات آردن كلاسيكس ‏.

## تاريخ

### قائمة الفائزين
| السنة | الفائز             | الثاني             | الثالث              |
| ----- | ------------------ | ------------------ | ------------------- |
| 2017  | أنا فان دير بريغين | Lizzie Deignan     | كاتارزينا نيفيادوما |
| 2018  | أنا فان دير بريغين | أماندا سبرات       | أنيميك فان فليوتن   |
| 2019  | أنيميك فان فليوتن  | فلورتجي ماكايج     | ديمي فوليرينغ       |
| 2020  | Lizzie Deignan     | غريس براون         | Ellen van Dijk      |
| 2021  | ديمي فوليرينغ      | أنيميك فان فليوتن  | إليسا ونغو بورغيني  |
| 2022  | أنيميك فان فليوتن  | غريس براون         | ديمي فوليرينغ       |
| 2023  | ديمي فوليرينغ      | إليسا ونغو بورغيني | مارلين رويسر        |
| 2024  | غريس براون         | إليسا ونغو بورغيني | ديمي فوليرينغ       |
| 2025  |                    |                    |                     |

## وصلات خارجية
- الموقع الرسمي